# Mikuláš Huba (Schauspieler)
Mikuláš Huba (* 19. Oktober 1919 in Spišská Nová Ves, Tschechoslowakei; † 12. Oktober 1986 in Bratislava, Tschechoslowakei) war ein slowakischer Schauspieler.

## Leben
Nach seinem Abitur zog er ursprünglich nach Bratislava, um Philosophie und Jura zu studieren. Stattdessen entschied er sich von 1937 bis 1940 für ein Schauspielstudium bei Janko Borodáč an der Hochschule für Musische Künste Bratislava (VŠMU). Bereits während seiner Studienzeit fand er ab 1938 Arbeit am Slowakischen Nationaltheater, dem er in unterschiedlichen Funktionen bis zu seinem Tod 1986 treu blieb. So stand er dem Theater jeweils von 1953 bis 1959, von 1961 bis 1963 und von 1972 bis 1976 als künstlerischer Leiter vor.

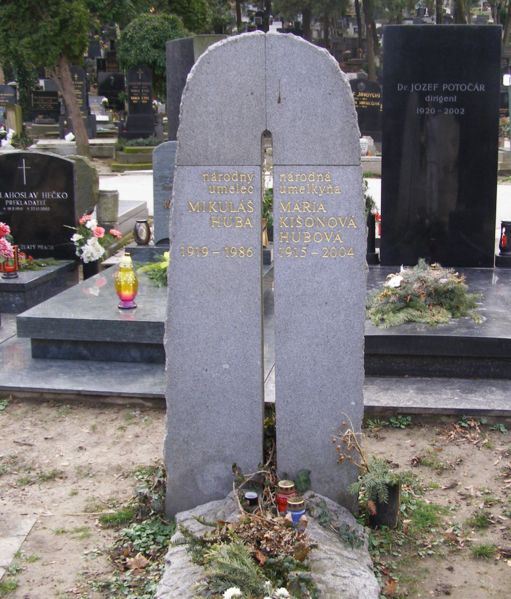
Grabstein der Familie Huba auf dem Friedhof Slávičie údolie

Am 12. Oktober 1986 verstarb Huba im Alter von 66 Jahren an den Folgen eines Herzinfarktes. Er wurde auf dem Friedhof Slávičie údolie begraben. Bis zu seinem Tod war er mit der Opernsängerin Mária Kišonová-Hubová verheiratet. Der gemeinsame Sohn ist der Schauspieler Martin Huba.

## Filmografie (Auswahl)
- 1947: Lockende Ferne (Varuj…!)
- 1953: Die Entführung (Únos)
- 1960: Flugplatz gesperrt (Letiste neprijímá)
- 1964: Allein im Felde (Sám vojak v poli)
- 1965: Der Tod kommt im Regen (Smrť prichádza v daždi)
- 1974: Eine verschüttete Quelle (Skrytý prameň)